# 贾森·哈特
贾森·哈特（英語：Jason Hart，1978年4月29日—），美国前职业篮球运动员，曾效力于NBA联盟。司职控球后卫。現為肯塔基大學的助理教練。

## 大学篮球时期
从1997年至2000年，他就读于雪城大学，在大学期间他已经是NCAA明星级后卫，是学校历史上抢断次数最多，助攻第二多的球员，四年级时成为大东区的全明星第一阵容球员，并且还入选了雪城大学篮球队的世纪阵容。

## NBA生涯
哈特于2000-01赛季加盟密尔沃基雄鹿队，但是整赛季只有一次出场机会，得到两分。
2001-02赛季被交易去了圣安东尼奥马刺，由于受到伤病困扰，上场时间又一次被压缩，在马刺的赛季中哈特只出场了10次。在2002-03赛季哈特离开了NBA，远赴欧洲的希腊联赛马克多尼克斯 (Makedonikos)，直到2003-04赛季重返马刺，在那个赛季中他出场53次，得到了场均3.3分。
哈特在2004-05赛季以自由球员身份加盟了NBA新军夏洛特山猫，赛季中哈特不断的打出自己在NBA联盟的个人最好纪录，其中包括了9.5分得场均得分，每场5次助攻以及场均2.7个篮板。他在联盟助攻失误率上也高挂第三，平均每3.6次助攻就有一次失误，赛季后哈特被交易去了萨克拉门托国王。
2007年3月2日，哈特被国王队正式放弃。几天后他于洛杉矶快船队签约，2007年7月13日，哈特于犹他爵士签约，2007-08赛季将效力于爵士。